# Thailändische Adelstitel
Thailändische Adelstitel zeigen die Position einer Person innerhalb der thailändischen Gesellschaft.
In der Anwesenheit des Königs hat jedweder Titel zwar keinerlei Bedeutung, allerdings entstand im Laufe der Zeit eine fein abgestufte soziale Organisation, so dass sich die tief verwurzelte Gewohnheit der Furcht und Gehorsamkeit zu einer Ehrfurcht vor jeglicher Form der Autorität entwickelt hat. Dieses spiegelt sich noch heute in der thailändischen Sprache wider, in der es je nach sozialer Gruppe, mit der kommuniziert wird, fünf verschiedene Stufen gibt.
Da die königliche Familie äußerst weitläufig ist – es soll über 130 Seitenzweige geben – gibt es selbst unter den Thailändern viele, die die komplexen Abstufungen nicht überblicken. Ein bestimmter Adelstitel kann nicht nur einfach vor oder hinter dem Namen positioniert werden, er kann auch so aufgeteilt werden, dass sich der Name irgendwo in der Mitte befindet. Der König hat das Recht, jeden Titel jedem beliebigen Untertanen zu verleihen, ohne auf Regeln Rücksicht nehmen zu müssen.
Das System der thailändischen Adelstitel kann die feinen Abstufungen der Ränge innerhalb des Königshauses genau darstellen. Da es viel komplexer ist als die Systeme in europäischen Ländern, ist es oft schwierig, eine angemessene Übersetzung in europäischen Sprachen zu finden. Seit der Regierungszeit von König Mongkut (Rama IV.) gibt es Bestrebungen, korrekte englische Worte für thailändische Titel zu finden. Diese können jedoch nicht die feinen Nuancen der Beziehung der betreffenden Person zum König wiedergeben.
Neben den (in der Regel ererbten) Adelstiteln für Mitglieder der Königsfamilie gab es von der Neuordnung der Verwaltung durch König Borommatrailokanat im 15. Jahrhundert bis zum Ende der absoluten Monarchie 1932 auch nicht erbliche feudale Titel für hochrangige Beamte und Militärs (ขุนนาง – Khun-Nang), die mit der Vergabe eines Ehrennamens durch den König verbunden waren und in der Regel mit einer bestimmten Position in der zivilen oder militärischen Hierarchie einhergingen.

## Der König
Die Namen der thailändischen Könige sind gewöhnlich sehr lang und können verschiedene Formen haben. Grundsätzlich gilt, dass der Name des Königs länger sein muss als der Name irgendeines Untertanen im Reich. Es können zwei Titel für einen König benutzt werden:
- Phrabat Somdet Phra Chao Yu Hua (พระบาทสมเด็จพระเจ้าอยู่หัว - gesprochen: [pʰrábàːt sǒmdèt pʰráʔ ʨâːw jùː hǔːa]) ist der normale Titel, wie er von thailändischen Königen nach ihrer Krönung benutzt wird. Ohne weiteren Zusatz ist damit jeweils der aktuelle König gemeint. Beim individuellen Namen kann der Titel vor und nach dem individuellen Namensbestandteil aufgeteilt werden: „Phrabat Somdet Phra Vajiraklao Chao Yu Hua“
- Somdet Phra Chao Yu Hua (สมเด็จพระเจ้าอยู่หัว) ist auf einen König beschränkt, dessen offizielle Krönungszeremonie noch nicht stattgefunden hat. Dieser Titel ist gewöhnlich dem Namen des Königs vorangestellt, da er noch keinen zeremoniellen Namen verliehen bekommen hat. Der aktuelle König hieß bis zu seiner zeremoniellen Krönung „Somdet Phra Chao Yu Hua Maha Vajiralongkorn Bodindradebayavarangkun“.

## Die Königin
Das Konzept einer Königin wurde zuerst von König Chulalongkorn (Rama V.) eingeführt. Alle Titel einer Königin enthalten das Wort Rachini. Der verwendete Titel hängt vom Status der jeweiligen Königin ab.
- Somdet Phra Borommarachininat (สมเด็จพระบรมราชินีนาถ - Königin-Regentin, [sǒmdèt pʰráʔ bɔːrommáʔraːʨʰíʔniːnâːt]) ist der höchste Rang unter den Ehefrauen des Königs. Der Titel zeigt, dass die Königin bereits als Regentin des Herrschers tätig war. So ist der Titel der Königinmutter Sirikit „Somdet Phra Nangchao Sirikit Phra Borommarachininat“.

- Somdet Phra Borommarachini (สมเด็จพระบรมราชินี) ist der Titel einer Königin, die nie als Regentin tätig war. König Maha Vajiralongkorn verlieh Königin Suthida diesen Titel bei seiner Krönung. Sie heißt seither Somdet Phra Nang Chao Suthida Phatcharasutha Phimon Lak Phra Borommarachini

- Somdet Phra Rachini (สมเด็จพระราชินี) ist der Titel der angesehensten der königlichen Ehefrauen, die noch nicht gekrönt wurde. Königin Sirikit trug den Titel „Somdet Phra Rachini Sirikit“ sieben Tage lang, von ihrer Hochzeit mit (dem noch ungekrönten) König Bhumibol bis zu dessen Krönung.

Königinnen in der Ayutthaya-Periode trugen Somdet Phra zusätzlich zu ihrem Namen als Titel, beispielsweise Somdet Phra Si Suriyothai (สมเด็จพระศรีสุริโยทัย).

## Weitere Ehefrauen eines Königs
Nebenfrauen eines Königs, die keine königliche Abstammung vorweisen konnten, erhielten bis zur Zeit von Rama V. (Chulalongkorn) Ende des 19. Jahrhunderts den Titel Chao Chom (เจ้าจอม). Hatten sie dem König ein Kind geboren, wurde ihr Titel zu Chao Chom Manda (เจ้าจอมมารดา) erweitert.

## Prinzen und Prinzessinnen
Die Nachkommenschaft des Herrschers wird insgesamt Luk Luang (ลูกหลวง – Königliche Kinder) genannt, die folgende Generation Lan Luang (หลานหลวง – Königliche Enkel). Kommunikation mit dieser Gruppe bedarf einer speziellen Sprache, die allerdings nicht so kunstvoll ist, als spräche man mit einem König.
Es gibt – etwas vereinfacht dargestellt – drei verschiedene Stufen, die weiter unterteilt werden:
- Der Titel Chao Fa (เจ้าฟ้า, [ʨâːw fáː], „himmlische(r) Prinz/Prinzessin“) ist den Kindern eines Königs mit seiner Königin vorbehalten. Prinzen des Chao-Fa-Ranges bekommen ansehnliche geldliche Unterhaltszahlungen und genießen gehobene Privilegien. Es leben derzeit nur fünf Chao Fa:
  - Prinzessin Maha Chakri Sirindhorn (* 1955), zweite Tochter von König Bhumibol Adulyadej
  - Prinzessin Chulabhorn Walailak (* 1957), jüngste Tochter von König Bhumibol Adulyadej
  - Prinzessin Bajrakitiyabha (* 1978), Tochter des Königs Maha Vajiralongkorn mit Prinzessin Soamsavali,
  - Prinzessin Sirivannavari Nariratana (* 1987), Tochter des Königs Maha Vajiralongkorn mit Mom Yuvadhida (als außereheliche Tochter des Kronprinzen war sie zunächst eine Mom Chao, wurde aber auf Anordnung ihres Großvaters 2005 zur Phra Ong Chao und mit der Krönung ihres Vaters 2019 zur Chao Fa erhoben),
  - Prinz Dipangkorn Rasmijoti (* 2005), Sohn des Königs Maha Vajiralongkorn mit Prinzessin Srirasmi

Anmerkungen:
Prinzessin Ubol Ratana (* 1951), die älteste Tochter von König Bhumibol Adulyadej, verlor ihren Chao-Fa-Titel, als sie Peter Ladd Jensen heiratete.
Die englische Übersetzung ist His/Her Royal Highness Prince/Princess… (also Königliche Hoheit)
- Phra Ong Chao (พระองค์เจ้า,  [pʰráʔoŋ ʨâːw]) haben ebenfalls beachtliche Privilegien und bekommen ansehnliche Unterhaltszahlungen. Den Phra-Ong-Chao-Titel gibt es in verschiedenen Abstufungen abhängig vom Status ihrer Eltern:
  - Phra Chao Borommawong Thoe Phra Ong Chao (พระเจ้าบรมวงศ์เธอ พระองค์เจ้า) sind Kinder eines Königs mit einer Ehefrau, welche nicht königlicher Abstammung ist und nicht zur Königin gekrönt wurde (Chao Chom oder „Nebenfrau“),
  - Phra Chao Worawong Thoe Phra Ong Chao (พระเจ้าวรวงศ์เธอ พระองค์เจ้า, [pʰráʔ ʨâːw wɔːráwoŋ tʰɤː pʰráʔ ʔoŋ ʨâːw]) sind Kinder eines Chao Fa aus standesgemäßen Verbindungen (also die höchstrangigen Enkel des Königs)
Die englische Übersetzung ist in beiden Fällen auch His/Her Royal Highness Prince/Princess…
  - Phra Worawong Thoe Phra Ong Chao (พระวรวงศ์เธอ พระองค์เจ้า). Sie können sein:
    - Mom Chao (siehe unten), denen der König aus Anerkennung eine höhere Stufe zuerkennt. Als Beispiel sei genannt: Phra Worawong Thoe Phra Ong Chao Nakkhatra Mangala Kromma Muen Chanthaburi Suranat, der Vater von Königin Sirikit, welcher als Mom Chao Nakkhatra Mangala Kitiyakara geboren wurde. Dieser Titel ist nicht auf die eigenen Kinder übertragbar.
    - Kinder von Chao Fa, deren Großmütter Königinnen von König Chulalongkorn (Rama V.), deren Mütter aber Bürgerliche waren, erhielten von König Prajadhipok (Rama VII.) die Erlaubnis, diesen Titel zu führen. Als Beispiel sei genannt Phra Worawong Thoe Phra Ong Chao Bhumibol Adulyadej, dessen Vater Chao Fa Mahidol Adulyadej, Fürst von Songkhla, ein Königssohn ersten Ranges, seine Mutter Mom Sangwan aber eine Bürgerliche war und der daher bei seiner Geburt nur den Titel Mom Chao trug.

Die englische Übersetzung ist in diesem Fall His/Her Highness Prince/Princess… (also Hoheit)
Derzeit gibt es mindestens drei Phra Ong Chao:
- Prinzessin Siribhachudhabhorn (* 1982), Tochter von Prinzessin Chulabhorn Walailak und Virayudh Tishyasarin,
- Prinzessin Adityadhornkitikhun (* 1984), Tochter von Prinzessin Chulabhorn Walailak und Virayudh Tishyasarin,
- Prinzessin Soamsavali (* 1957), erste Ehefrau des Königs Maha Vajiralongkorn

- Mom Chao werden nach männlichen (Mom Chao - หม่อมเจ้า) und weiblichen (Mom Chao Ying - หม่อมเจ้าหญิง) Inhabern unterschieden (abgekürzt in Thai als ม.จ.). Es ist die Bezeichnung der untersten Stufe, die noch als königlich gilt. Ihnen wird nur eine relativ kleine Pension zugestanden, sie fangen ihre Beamtenlaufbahn meist als königliche Pagen an. Sie sind entweder
  - Kinder eines Chao Fa und eines/einer Bürgerlichen, oder
  - Kinder eines Phra Ong Chao.

Sie werden informell mit Than Chai…  (männlich - ท่านชาย…) bzw. Than Ying… (weiblich - ท่านหญิง…) angeredet.
Gegen Ende des 20. Jahrhunderts lebten etwa 150 Mom Chao: Enkel und Urenkel von König Chulalongkorn (Rama V.), Urenkel von König Mongkut (Rama IV.) sowie Enkel des letzten Maha Uparat. Inzwischen leben nur noch wenige Dutzend, darunter vier außerehelich geborene Söhne des Königs Maha Vajiralongkorn. Ein weiterer prominenter Titelträger ist der Filmregisseur Mom Chao Chatrichalerm Yukol.
Die englische Übersetzung ist in hier His/Her Serene Highness Prince/Princess… (also Durchlaucht)

## Nicht königliche Titel
Weit entfernte Nachkommen eines Königs werden nicht mehr als Mitglieder der Königsfamilie angesehen, sind aber dennoch keine gewöhnlichen „Bürgerlichen“. Sie dürfen ihrem Namen bestimmte Zusätze hinzufügen, die darstellen, dass sie ihre Abstammung auf einen König zurückführen. Dieses Konzept hat in europäischen Monarchien keine Entsprechung, die dazugehörigen Titel lassen sich demnach kaum in europäische Sprachen übersetzen.
- Mom Rajawongse (หม่อมราชวงศ์, RTGS: Mom Ratchawong, gesprochen: [mòm râːtt͡ɕʰawoŋ], in Thai als ม.ร.ว. abgekürzt, in lateinischer Darstellung als M.R.) ist ein Titel von Kindern eines männlichen Mom Chao. Informell werden sie als Khun Chai … (für männliche Inhaber - คุณชาย…) bzw. Khun Ying… (für weibliche Inhaber - คุณหญิง…) angesprochen. Sie wurden in europäischen Sprachen manchmal „Prinz“ oder „Prinzessin“ genannt, heutzutage wird aber der korrekte Titel „Mom Rajawongse“ verwendet. Diesen Rang hatten unter anderem die beiden Ministerpräsidenten Seni und Kukrit Pramoj (Urenkel von Rama II.), bis zu ihrer Hochzeit mit dem König auch die jetzige Königin Sirikit (Urenkelin von Rama V.) sowie bis heute der ehemalige Finanzminister und stellvertretende Ministerpräsident Pridiyathorn Devakula (Urenkel von Rama IV.) und der Gouverneur von Bangkok Sukhumbhand Paribatra.

- Mom Luang (หม่อมหลวง, in Thai als ม.ล. abgekürzt, in lateinischer Darstellung als M.L.) sind die letzten Nachkommen eines Königs, die einen Titel führen dürfen. Zum Tragen berechtigt sind Kinder von männlichen Mom Rajawongse. Informell werden sie oft inkorrekt als „Mom“ angesprochen, die richtige Anrede wäre „Khun“ (ขุน, mit steigendem Ton: ([kʰǔn])).

Die Kinder und weitere Nachkommen von männlichen Mom Luang tragen keinen Titel mehr. Sie dürfen allerdings ihrem Namen den Zusatz „na Ayutthaya“ (ณ อยุธยา) hinzufügen.

## Feudale Titel

### Feudaltitel für Männer
Die folgenden Titel wurden von König Borommatrailokanat (Trailok) im „Gesetz der Zivilen und Militärischen Hierarchie“ und im „Gesetz der Provinziellen Hierarchie“ im Jahre 1454 festgelegt. Unterteilt nach Rang, Pflichten und Privilegien wurde hier die gesamte Bevölkerung erfasst, wobei bei den Beamten zivile und militärische Ämter unterschieden wurden. Der Titel Somdet Chao Phraya wurde erst nach der Zeit von König Trailok eingeführt.
Diese Titel (thailändisch บรรดาศักดิ์, bandasak) wurden nur an Männer verliehen und konnten nicht vererbt werden. Der den jeweiligen Rang anzeigende Titel ging stets mit der Vergabe eines Ehrennamens (thailändisch ราชทินนาม, ratchathinnanam) einher, der dann anstelle des bürgerlichen Namens getragen wurde, zum Beispiel „Phraya [Rang] Kosathibodi [Ehrenname]“. Die Ehrennamen waren nicht in jedem Fall einmalig, sondern oft mit dem jeweils ausgefüllten Amt verbunden. Nach dem Tod oder der Beförderung des vormaligen Namensträgers konnte derselbe Ehrenname erneut vergeben werden. Zur Unterscheidung wird in Geschichtsbüchern daher oft der bürgerliche Name in Klammern hinter den Titel und Ehrennamen gesetzt, zum Beispiel „Phraya Kosathibodi (Lek)“ und „Phraya Kosathibodi (Pan)“. Mit dem Ende der absoluten Monarchie 1932 wurden die Titel nicht mehr vergeben und die bisherigen Träger verloren de jure jegliche Privilegien. Im Mai 1942 wurden die Titel per Dekret der Regierung von Plaek Phibunsongkhram (zuvor Luang Phibunsongkhram) ganz abgeschafft. Einige Träger (wie etwa Phibunsongkhram selbst) behielten aber ihre Ehrennamen als bürgerliche Familiennamen bei.
- Somdet Chao Phraya (สมเด็จเจ้าพระยา, [sǒmdèt ʨâːw pʰráʔjaː]) war der oberste feudale Titel. Er wurde nur unter außergewöhnlichen Umständen an jene mit herausragender Leistung verliehen. Geehrte mit diesem Titel waren einem Prinzen gleichgestellt.

Es hat in Siams Geschichte nur vier Personen gegeben, die diesen Titel verliehen bekommen haben. Der erste wurde von König Taksin von Thonburi an den Chao Phraya Chakri (Thong Duang) verliehen, der sich später zum König Rama I. (Phra Phutthayotfa Chulalok) krönte. Zwei Titel wurden von König Mongkut (Rama IV.) und der letzte von König Chulalongkorn (Rama V.) an Mitglieder der Familie Bunnag vergeben: Dit Bunnag wurde Somdet Chaophraya Borommaha Prayurawong, That Bunnag Somdet Chaophraya Borommaha Phichaiyat und Chuang Bunnag Somdet Chaophraya Borommaha Si Suriyawong).
- Chao Phraya (เจ้าพระยา, [ʨâːw pʰrájaː]) ist der höchste Titel, der normalerweise verliehen wurde. Er wurde meist an Beamte verliehen, die als Leiter eines wichtigen Ministeriums oder Gouverneur einer bedeutenden Provinz tätig waren. Der Name des Chao-Phraya-Flusses (Mae Nam Chao Phraya) hängt vermutlich mit diesem Titel zusammen: Er bedeutet, dass es sich um den Hauptfluss des Landes handelt.[4] Inhaber dieses Titels wurden als „Chao Khun“ (เจ้าคุณ) angesprochen, in der dritten Person als Chao Khun + Ehrenname.

Chao-Phraya-Titel sind in der Vergangenheit häufig verliehen worden. Sogar einige Ausländer sind in den Genuss gekommen, einen thailändischen Adelstitel tragen zu dürfen. Zum Beispiel:
- Der Titel Chao Phraya Bowonratchanayok (เจ้าพระยาบวรราชนายก) wurde an den persischen Kaufmann Scheich Ahmad verliehen, der sich Ende des 16. Jahrhunderts in Ayutthaya niederließ und bis zum Chefminister der Nordprovinzen (Mahatthai) unter König Prasat Thong aufstieg. Auch sein Sohn, Enkel, Urenkel und weitere Nachfahren erreichten den Rang eines Chao Phraya.
- Chao Phraya Wichayen (เจ้าพระยา วิชาเยนทร์) wurde im 17. Jahrhundert von König Narai an den griechischen Abenteurer Constantine Phaulkon verliehen, der unter König Narai das Amt des Schatzkanzlers (Phra Khlang) innehatte.
- Chao Phraya Aphairacha Sayamanukunkit (เจ้าพระยาอภัยราชาสยามานุกูลกิจ) wurde an den belgischen Juristen Gustave Rolin-Jaequemyns verliehen, der König Rama V. (Chulalongkorn) bei der Reform der thailändischen Gesetzgebung und Rechtsprechung beriet.

- Phraya (พระยา) war der zweithöchste Titel. Dieser Titel wurde wahrscheinlich zu König Borommatrailokanats Zeiten aus dem Indischen übernommen. Wie auch die „Chao Phraya“, wurden Titelinhaber als „Chao Khun“ (เจ้าคุณ) angesprochen. Es waren meist Leiter von nachgeordneten Ministerien oder Gouverneure von kleineren Provinzen.

- Phra (พระ) war der nächstniedrigere Titel, der wahrscheinlich ebenfalls aus Indien stammt. Inhaber wurden informell als „Khun Phra“ (คุณพระ) angesprochen, in der dritten Person als „Khun Phra + Ehrenname“ bezeichnet. Cha-muen (จมื่น หรือ พระนาย) ist ein hoher Titel auf der gleichen Stufe wie „Phra“, der nur an Diener des Königs (มหาดเล็ก) verliehen wird.

- Luang (หลวง) stammt vermutlich aus Khmer-Zeiten. Inhaber wurden mit „Khun Luang“ (คุณหลวง) angeredet, in der dritten Person als Khun Luang + Ehrenname.

Die folgenden Titel gab es wahrscheinlich bereits vor der Regierungszeit von König Trailok. Sie kennzeichneten in früheren Zeiten Personen hohen Ranges, bevor die bereits erwähnten Titel (Luang, Phra, Phraya, …) eingeführt wurden.
- Khun (ขุน) - Hier ist die korrekte Aussprache wichtig: im Gegensatz zu Khun (คุณ - allgemeine Anrede: Du, Sie, Herr, Frau), welches im mittleren Ton (IPA: [kʰūn]) gesprochen wird, muss dieser Titel im steigenden Ton ([kʰǔn]) ausgesprochen werden. Khun wurden informell als „Than Khun“ (ท่านขุน) angeredet.

Der letzte Titelinhaber war wahrscheinlich Polizei-Generalmajor Khun Phantharak Ratchadet (But Phantharak), der 2006 im Alter von 103 Jahren verstorben ist.
- Muen (หมื่น, gleichlautend mit dem thailändischen Wort für zehntausend) war einer der niedrigeren Ränge, normalerweise an Beamte einer relativ niedrigen Stufe verliehen.

- Phan (พัน, gleichlautend mit dem thailändischen Wort für tausend) galt noch immer als vornehm, Beamten niedrigerer Stufe, die meist auf dem Lande tätig waren, bekamen ihn.

- Nai (นาย - etwa: Grundherr) bezeichnete früher den Herrn, der das Gros der Bevölkerung, die Phrai (ไพร่ - etwa: Leibeigene), beschäftigte und ihnen im Gegenzug Schutz bot. Der Titel „Nai“ ist nur noch von geschichtlicher Bedeutung, heute wird er vor den Namen jedes Mannes gesetzt (wenn er keinen besonderen militärischen, akademischen oder Adelstitel hat), entspricht also der Anrede „Herr“.

### Feudaltitel für Frauen
In früheren Zeiten war Thao (ท้าว) der einzige Titel, der einer nicht-adeligen Frau verliehen werden konnte. Der Titel ist heute obsolet.
Berühmte Heldinnen der thailändischen Geschichte sind Thao Suranari und Thao Thep Kasattri und Thao Sri Sunthon. Die beiden letzteren Heldinnen beschützten Phuket 1785 durch einen Trick vor einer birmanischen Invasion. Ihnen ist ein Denkmal gewidmet, welches auf halber Strecke zwischen dem Internationalen Flughafen Phuket und der Provinzhauptstadt Phuket aufgestellt wurde.
Die heutigen Titel wurden von König Chulalongkorn (Rama V.) eingeführt. König Bhumibol Adulyadej (Rama IX.) verlieh gewöhnlich am 5. Mai, dem Jahrestag seiner Krönung, verdienten Frauen einen der folgenden Titel. Sie sind die einzigen historischen Titel für Nicht-Adelige, die den Übergang zur Moderne überlebt haben, da die erwähnten Titel für Männer nicht mehr verwendet werden.
- Than Phu Ying (ท่านผู้หญิง) ist der höchste Titel, der heute einer Frau verliehen wird. Früher wurde er an Gattinnen von Somdet Chao Phraya und Chao Phraya verliehen. Heute geht er mit der Verleihung des Großkreuzes oder Großkomturs (erste Klasse bzw. zweite Klasse, obere Hälfte) des Ordens von Chula Chom Klao an eine verheiratete Frau einher. Dies gilt auch dann, wenn sie durch ihre Geburt bereits den Titel Mom Rajawongse oder Mom Luang hatte.[5]

- Khun Ying (คุณหญิง) ist ein Titel für verheiratete Frauen auf einer etwas niedrigeren Stufe als „Than Phu Ying“. Eine unverheiratete Frau würde zur Khun (คุณ) ernannt werden. Früher wurde er an Gattinnen von Phraya verliehen. Heute geht mit der Verleihung der Kommandeurin, Offizierin oder des Mitglieds (zweite Klasse, untere Hälfte, bis vierte Klasse) des Ordens von Chula Chom Klao an eine verheiratete Frau einher. Dies gilt nicht, wenn sie durch ihre Geburt bereits den Titel Mom Rajawongse oder Mom Luang hat.[5]